# Ommatius bullatus
Ommatius bullatus là một loài ruồi trong họ Asilidae. Ommatius bullatus được Scarbrough miêu tả năm 2002. Loài này phân bố ở vùng Tân nhiệt đới.